# NGC 70
NGC 70 là một thiên hà xoắn ốc nằm trong chòm sao Tiên Nữ. Nó được R. J. Mitchell phát hiện vào ngày 11 tháng 9 năm 1784. Nó cũng được Guillaume Bigourdan từ Pháp quan sát vào ngày 19 tháng 12 năm 1897, ông đã mô tả nó là "cực kỳ mờ, rất nhỏ, tròn, giữa 2 ngôi sao mờ".